# Catocala aspasia
Catocala aspasia là một loài bướm đêm trong họ Erebidae.